# Nārnaul
Nārnaul (engelska: Narnaul) är en ort i Indien.   Den ligger i distriktet Mahendragarh och delstaten Haryana, i den norra delen av landet, 130 km sydväst om huvudstaden New Delhi. Nārnaul ligger 311 meter över havet och antalet invånare är 66 049.
Terrängen runt Nārnaul är platt. Runt Nārnaul är det tätbefolkat, med 459 invånare per kvadratkilometer. Nārnaul är det största samhället i trakten. Trakten runt Nārnaul består till största delen av jordbruksmark.